# Barum Continental
Continental Barum s.r.o. ist eine Tochter der Continental AG. Unternehmensstammsitz ist Otrokovice in Tschechien. Reifen mit dem Produktnamen Barum, Uniroyal und Continental werden im Werk Otrokovice und in anderen Produktionsstätten des Continental-Konzerns in Schweden, Frankreich, Rumänien und Portugal hergestellt. Das ursprünglich dem Baťa-Schuhkonzern gehörende Unternehmen stellt neben Reifen auch Bremsen (Bremsbeläge, -scheiben, -schläuche, -leitungen) her.
Barum stellt Pkw-Reifen, Lkw-Reifen und auch Reifen für Industriefahrzeuge (wie Gabelstapler oder Tieflader) her.

## Geschichte
Nach der Firmengründung im Jahr 1894 durch Jan Antonín Baťa wurden in der familieneigenen Fabrik ursprünglich Arbeits-, Schutz- und Straßenschuhe produziert.
Nach der Übernahme durch seinen Bruder Tomáš Baťa im Jahr 1932 wurden die Anlagen immer häufiger auch zur Reifenproduktion genutzt.
Das Unternehmen „Barum“ entstand 1945 aus einem Zusammenschluss der Schuh- und Gummihersteller Baťa in Zlín, Rubena in Náchod und Mitas. Ab 1972 entwickelte sich die Stadt zur Zentrale für die Reifenproduktion der Tschechoslowakei.
Seit dem 1. März 1993 ist Barum Bestandteil des Continental-Konzerns. Durch die höheren Forschungskapazitäten innerhalb des Continental-Konzerns konnte die Marke 1994 ihre Produktion von Pkw-Reifen auf Reifen für Lkw und landwirtschaftliche Geräte ausweiten. Die Erneuerung der Fertigungshallen durch Continental sorgte dafür, dass noch mehr Reifen hergestellt werden konnten. Heute werden im Werk in Otrokovice jährlich mehr als 20 Millionen Reifen für verschiedene Fahrzeugarten produziert. Mit seinem Reifenwerk ist Barum außerdem der größte Arbeitgeber in der Region Zlín in Tschechien.
1998 bekam Barum einen Gesundheits- und Umweltschutzpreis verliehen.
2012 erfolgte die Umbenennung der Marke in Barum s.r.o.
Im Jahr 2018 feierte Barum sein 70-jähriges Firmenjubiläum.
Seit 1971 richtet die Marke die Barum Rallye aus. Im Rahmen der European Championship wird diese jedes Jahr zumeist in Zlín und Umgebung oder in der Slowakei (1985/86) gefahren. Was im ersten Jahr als Amateur-Wettbewerb begann, entwickelte sich im zweiten Jahr zu einem Bestandteil der Tourenwagen-Meisterschaften und gehört heute zu den beliebtesten Motorsport-Events in Tschechien.

## Siehe auch

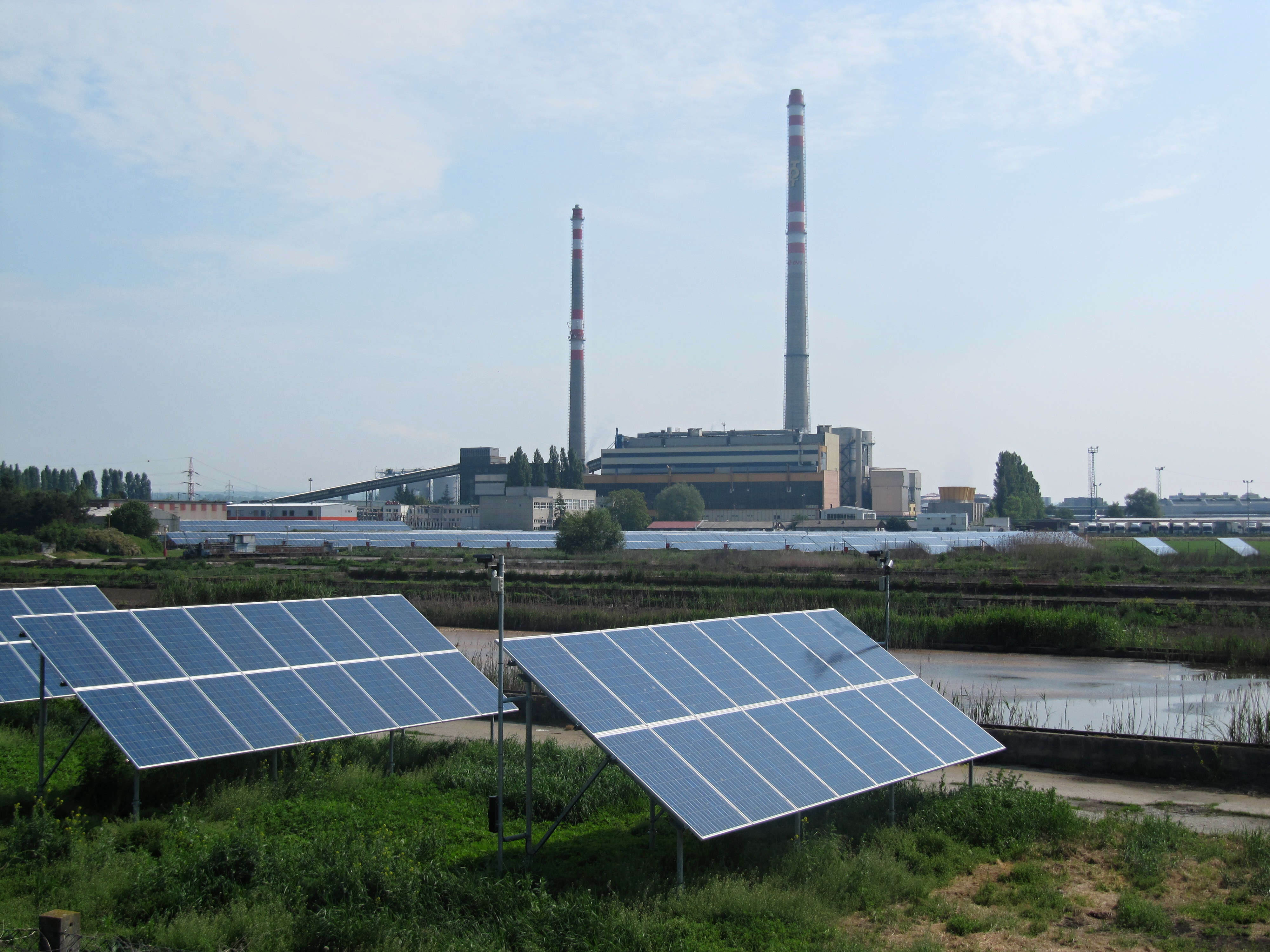
Barum-Werk in Otrokovice